# Victor Graeff
Victor Graeff is een gemeente in de Braziliaanse deelstaat Rio Grande do Sul. De gemeente telt 3.120 inwoners (schatting 2009).